# Thierry Coljon
Thierry Coljon (né en octobre 1959 à Arlon) est un journaliste et un écrivain belge. 

## Biographie
Licencié en journalisme et communications sociales de l'Université libre de Bruxelles, il devient journaliste au journal Le Soir en 1981, avant de devenir dès le milieu des années 1980 responsable du département des musiques non classiques. A ce titre, il réalise de nombreuses interviews de stars comme David Bowie, Lou Reed, Leonard Cohen, Frank Sinatra, Brigitte Bardot, Jeanne Moreau, Serge Gainsbourg, Léo Ferré, Tom Waits, Nick Cave, Iggy Pop, les Rolling Stones, U2, R.E.M., etc.
Ce spécialiste de la chanson écrit en 2003 un ouvrage biographique sur Salvatore Adamo intitulé C'est sa vie, pour les 60 ans du chanteur belgo-sicilien. Dix ans plus tard, en octobre 2013, paraît une version actualisée et augmentée de ce livre, sous le titre Adamo. 50 ans de succès (aux Editions La Renaissance du Livre).
Il s'intéresse à diverses personnalités belges de la chanson et est le biographe de Sttellla et son chanteur Jean-Luc Fonck dans Sttellla Bio de Jean-Luc Fonck, et de Helmut Lotti (Helmut Lotti, histoire d'un succès). Il écrit également un livre sur Marc Moulin : Les Neuf Vies de Marc Moulin, ainsi qu'un autre sur Maurane avec sa collaboration : La vie en rouge. Son livre, Carla Bruni, la dame de cœur, est paru chez Luc Pire début 2008. Pour les dix ans de la mort de Pierre Rapsat, le 20 avril 2002, il a publié, toujours aux éditions Luc Pire, en février 2012, la biographie Pierre Rapsat. Ses rêves sont en nous. En novembre de la même année, paraissait La playlist de Thierry Coljon. 30 ans de musique en Belgique et ailleurs (aux éditions Luc Pire), tirée de la série rétrospective parue à l'été 2012 dans "Le Soir".
De 2007 à 2009, Thierry Coljon est le correspondant belge du magazine français Chorus Les Cahiers de la Chanson. Il est toujours membre de la commission Chanson de l'Académie Charles Cros.
En 2006, Thierry Coljon est élevé au rang de Chevalier de l'Ordre de la Couronne et en 2013, au rang de Chevalier de l'ordre du Haut-Arlon, sa ville natale.
En mai 2014, il publie, à la Renaissance du Livre, De Brel  à Stromae. La grande histoire belge de la chanson française, treize ans après La Belle Gigue, avec l'arrivée des Stromae, Saule, Suarez, Jali, Antoine Chance, Benjamin Schoos, Jeronimo, Été 67, Cloé Du Trèfle, Marie Warnant, Stéphanie Blanchoud, Karin Clercq, etc. Sur le même sujet, il donne des conférences à Amiens, Bologne, ainsi que tous les ans aux cours d'été de l'Université Libre de Bruxelles...
Le 1er octobre 2016, jour du premier anniversaire du fameux concert de Stromae au Madison Square Garden, apothéose de sa tournée mondiale "Racine Carrée" qui aura réuni environ trois millions de personnes, Thierry Coljon publie aux éditions Lamiroy son premier roman, Stromae est mort à New York, une fiction mettant en scène le suicide du chanteur bruxellois quelques jours après son concert new-yorkais. Une jeune journaliste, Marine Lehner, tente d'en savoir plus dans un New York mystérieux où Paul Van Haver, alias Stromae, rencontre aussi bien Jacques Brel, Cesaria Evora, Ibrahim Ferrer et David Bowie... que la mort!
Le 16 mars 2017 paraît Conversations, un livre-CD de 16 titres d'artistes d'Universal-France rencontrés par Thierry Coljon au cours de plus de 30 ans de carrière. Disque et interviews réunissent ainsi en une belle compilation Alain Bashung, Johnny Hallyday, Stromae, Louane, Vanessa Paradis, Marc Lavoine, Zazie, Benjamin Biolay, Lou Doillon, William Sheller, Émilie Simon, Renan Luce, Bernard Lavilliers, Thomas Dutronc, Stephan Eicher et Eddy Mitchell. Une idée et une réalisation d'Universal Music Belgium.
En 2018, paraît le livre Tomorrowland. Témoin d'une génération, tiré du mémoire présenté à l'ULB par sa fille Morgane Coljon, à propos du plus important festival d'EDM (electro dance music) au monde, qui se tient tous les ans à Boom, près d'Anvers. En 2019, Thierry Coljon revient à la fiction, toujours chez l'éditeur Lamiroy, avec d'une part l'opuscule Palmyre (le récit d'un enfant en vacances chez ses grands-parents dans les années 1970 bruxelloises) et d'autre part son second roman, Banksy et les taupes de Bethnal Green, qui renoue avec la journaliste Marine Lehner, apparue dans Stromae est mort à New York, mais à Londres cette fois, dans le milieu du street art. La trilogie "Marine Lehner" se clôt en 2020 avec Souviens-toi de Venise, Corto, son troisième roman, où se croisent, dans une mystérieuse Sérénissime aux multiples légendes, Antonio Vivaldi, Ernest Hemingway, Luchino Visconti, Casanova ou encore Hugo Pratt.
Début 2021 paraît, aux éditions Luc Pire, son premier éditeur, Les Amazones de la chanson. Comment #MeToo a libéré leur parole, un essai sur l'histoire du féminisme en chansons, avec l'analyse et le commentaire, en leur compagnie, de chansons d'Angèle, Clara Luciani, Christine & the Queens, Vanessa Paradis, Catherine Ringer, Pomme, Suzane, Aloïse Sauvage, Hoshi, Soko, Sandor, Rive, Alice on the Roof, Lous & the Yakuza et beaucoup d'autres.
Au printemps 2023 paraît, chez Mardaga, Stromae Les dessous d'un phénomène, qui n'est pas une biographie mais bien une analyse du personnage, de ses textes et de son succès.

## Publications
- 1999: Helmut Lotti. Histoire d’un succès
- 2001: La Belle Gigue. Petite histoire belge de la chanson française (+CD EMI)
- 2003: Salvatore Adamo. C’est sa vie
- 2006: Sttellla Bio de Jean-Luc Fonck
- 2007: Les neuf vies de Marc Moulin
- 2007: Maurane. La vie en rouge
- 2008: Carla Bruni. La dame de cœur
- 2012: Pierre Rapsat. Ses rêves sont en nous
- 2012: Playlist de Thierry Coljon. 30 ans de musique en Belgique et ailleurs
- 2013: Adamo. 50 ans de succès
- 2014: De Brel à Stromae. La grande histoire belge de la chanson française
- 2016: Stromae est mort à New York, roman
- 2017: Conversations, livre-CD (Universal)
- 2017: TCJ n'existe pas, nouvelle (Opuscule #2, Lamiroy)
- 2018: Tomorrowland. Témoin d'une génération (avec Morgane Coljon)
- 2019: Palmyre, nouvelle (Opuscule #79, Lamiroy)
- 2019: Banksy et les taupes de Bethnal Green, roman
- 2020: Souviens-toi de Venise, Corto, roman
- 2020: Arno, le roi des Belges (L'Article #3, Lamiroy)
- 2021: Gainsbourg, le fantôme de l'Astoria (in Gainsbourg, collectif, Opuscule hors-série #10, Lamiroy)
- 2021: Les Amazones de la chanson. Comment #MeToo a libéré leur parole
- 2022: Mario Guccio, alchimiste de la vie et de l'amour fou (in Préfaces, collectif, Lamiroy).
- 2023: Stromae. Les dessous d'un phénomène
- 2023: Le Gilles Verlant belge (in Gilles Verlant, collectif, Lamiroy).
- 2025: Sijou', roman - à paraître chez Lamiroy le 1er septembre.
- 2025: Thierry Coljon remet le couvert (Vol.1-Vol.10) - à paraître chez Lamiroy en novembre.